# Finlandia Centrale
La Finlandia Centrale (Keski-Suomi in finlandese, Mellersta Finland in svedese) è una provincia della Finlandia. Negli anni dal 1956 al 1997 esisteva anche una contea chiamata Finlandia centrale. Il capoluogo della provincia e della vecchia contea è Jyväskylä.
Nonostante il nome, la Finlandia centrale non è affatto il centro geografico della Finlandia, ma il centro della parte meridionale della Finlandia.

## Amministrazione
Come la gran parte delle altre province finlandesi, la Finlandia Centrale è governata da due diversi enti:
- l’Associazione della Finlandia Centrale (Keski-Suomen liitto) è la confederazione dei comuni, con un Consiglio provinciale nominato dai consiglieri comunali, e una relativa Giunta provinciale. Il suo compito è gestire le competenze comunali su un ambito spaziale più ampio e condiviso.
- l’Area di benessere della Finlandia Centrale (Keski-Suomen hyvinvointialue) è l’ente sanitario provinciale, creato nel 2022 e con un Consiglio eletto direttamente dai cittadini, che tramite la relativa Giunta gestisce gli ospedali e i servizi assistenziali.[3]

Il primo ente è quello che nomina il direttore provinciale.
La provincia era inclusa nella Finlandia Occidentale, oggi soppressa. 

## Geografia
I dialetti parlati nella regione sono oramai estinti, tant'è che gli abitanti parlano in modo molto simile alla lingua scritta.

### Distretti
Nella provincia sono presenti i seguenti sei distretti.
- Joutsa
- Jyväskylä
- Jämsä
- Keuruu
- Saarijärvi-Viitasaari
- Äänekoski

### Comuni
Segue la lista dei comuni della Finlandia centrale. Le città sono evidenziate in grassetto. Kuhmoinen ha cambiato provincia.
- Hankasalmi
- Joutsa
- Jyväskylä
- Jämsä
- Kannonkoski
- Karstula
- Keuruu
- Kinnula
- Kivijärvi
- Konnevesi
- Kyyjärvi
- Laukaa
- Luhanka
- Multia
- Muurame
- Petäjävesi
- Pihtipudas
- Saarijärvi
- Toivakka
- Uurainen
- Viitasaari
- Äänekoski

### Comuni soppressi
- Jyväskylän maalaiskunta (confluito in Jyväskylä)
- Jämsänkoski (confluito in Jämsä)
- Konginkangas (confluito in Äänekoski)
- Koskenpää (confluito in Jämsä)
- Korpilahti (confluito in Jyväskylä)
- Leivonmäki (confluito in Joutsa)
- Pihlajavesi (confluito in Keuruu)
- Pylkönmäki (confluito in Saarijärvi)
- Sumiainen (confluito in Äänekoski)
- Suolahti (confluito in Äänekoski)
- Säynätsalo (confluito in Jyväskylä)
- Äänekoskin maalaiskunta (confluito in Äänekoski)